# 橡樹街橋
橡樹街橋，又譯渥街橋，是加拿大卑詩省大溫哥華地區内一條跨越菲沙河北支流的桁橋，南起列治文市魯魯島，北端在溫哥華市馬寶區駁上橡樹街，因而得名。大橋屬卑詩省99號公路，來回方向共有4條行車綫，全長1840米，於1957年6月啓用，耗資900萬加元興建。橡樹街橋為溫哥華市通往列治文、溫哥華國際機場、三角洲以至美加邊境的主要幹道之一，構成大溫地區陸路交通的重要一環，其平均每日汽車流量從通車初期的18000架次上升至2000年的逾85000架次。

## 外部連結
- （英文）Oak Street Bridge－運輸聯線網站 橡樹街橋現場路況